# Klaus Düwel

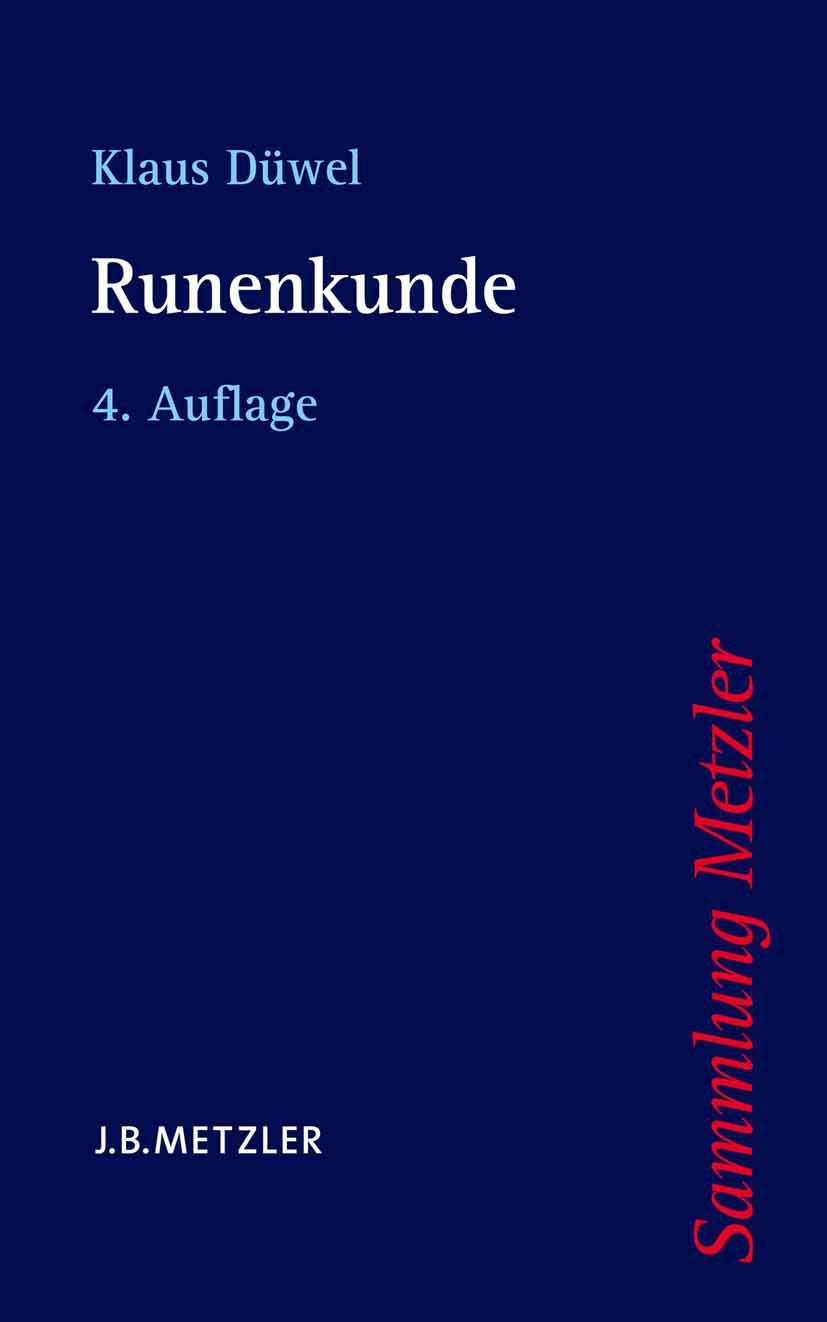
Klaus Düwel: Runenkunde – 2008

Klaus Düwel (* 10. Dezember 1935 in Hannover; † 31. Dezember 2020) war ein deutscher germanistischer und skandinavistischer Mediävist. Er war Professor an der Universität Göttingen.

## Leben
In Göttingen studierte Klaus Düwel ab 1956 Geschichte und neuere Germanistik im Lehramtsstudium. Dieses setzte er mit Wechsel nach Tübingen 1958 fort. Im Wintersemester 1958/59 wechselte er nach Wien für ein Studium der Theaterwissenschaften. Die dortige Begegnung mit dem Mediävisten Otto Höfler war nach Heizmann/van Nahl bestimmend für seine berufliche Zukunft, da Höfler ihm als Lehrer den Zugang zur mittelalterlichen Philologie, der Altgermanistik, öffnete. Nach der Rückkehr nach Göttingen studierte Düwel ältere deutsche und nordische Philologie bei Wolfgang Lange und bei Hans Neumann sowie bei Percy Ernst Schramm und Hermann Heimpel Geschichte des Mittelalters. Zusätzlich zu diesen Fächern studierte er evangelische Theologie. Das Staatsexamen in den Fächern Deutsch und Geschichte legte er 1961 ab und erweiterte es 1963 auf das Fach evangelische Religion.
Die Promotion erfolgte bei Lange 1965, als dessen persönlicher Assistent Düwel Lange seit 1962 unter anderem bei der Überarbeitung des Germania-Kommentars von Rudolf Much (3. Auflage 1967) unterstützte. Düwel lieferte eine Arbeit Werkbezeichnungen der mittelhochdeutschen Erzählliteratur (1050–1250) ab, die 1983 veröffentlicht wurde. Darin führt Düwel aus, dass die Werkbezeichnungen nicht als Gattungsbegriffe gelten können.
Die Habilitation erfolgte 1972. Ein Habilitationsstipendium der Deutschen Forschungsgemeinschaft ermöglichte Düwel ab 1969 längere Forschungsaufenthalte in Skandinavien, um für seine Habilitationsarbeit zum heidnisch-germanischen Sakralwortschatz zu forschen. Da es sich um ein umfangreiches Projekt handelte, war er gezwungen, 1971 den fertigen Teil zur Quellen- und Forschungskritik mit dem Titel „Das Opferfest von Lade und die Geschichte vom Völsi. Quellenkritische Untersuchungen zur germanischen Religionsgeschichte“ als Habilitationsschrift vorzulegen, die 1985 im ersten Teil veröffentlicht wurde. Düwel setzte sich darin kritisch mit den Methoden, Problemen und Schwächen der bisherigen wissenschaftlichen Erforschung der germanischen Religionsgeschichte auseinander. Im bisher unveröffentlichten Teil stellte er die Episode zum sogenannten Vǫlsa þáttr (altisländisch vǫlsi 'Penis') aus der Óláfs saga hins helga als unhistorischen Einschub eines hochmittelalterlichen Autors des 13./14. Jahrhunderts dar. Dieser habe altertümliche Begriffe wie vǫlsi erfunden und in Summe somit keinesfalls ein Stück eines überlieferten heidnisch-archaischen Fruchtbarkeitsritus vorgelegt.
In Göttingen erhielt Düwel 1974 zunächst eine außerplanmäßige Professur, um dann von 1978 bis 2001 seine Lehrtätigkeit durch eine C3-Professur am dortigen Seminar für deutsche Philologie auszuüben. Von 1977 bis 1994 war Klaus Düwel Vorsitzender der Volkshochschule Göttingen e. V. und hatte von 2001 bis 2013 den Vorsitz der Universität des dritten Lebensalters e. V. Göttingen inne.
Wissenschaftliche Arbeits- und Forschungsschwerpunkte Düwels waren zum einen die mittelalterlichen Literaturen in deutscher und nordischer Sprache sowie zum anderen die sogenannte „Germanische Altertumskunde“. Innerhalb dieser widmete sich Düwel besonders in zahlreichen Publikationen der Runologie. Zur zweiten Auflage des Reallexikon der Germanischen Altertumskunde hat Düwel als mitherausgebender Fachberater zahlreiche Artikel und Beiträge zur Runenepigraphik verfasst. Er gilt international als einer der führenden Vertreter in dieser Disziplin.
Düwel war Mitglied in der Königlichen Gustav-Adolfs-Akademie in Uppsala, der Wissenschaftsgesellschaft in Trondheim, der Norwegischen Akademie der Wissenschaften in Oslo sowie korrespondierendes Mitglied in der Österreichischen Akademie der Wissenschaften.
Am 5. Mai 2014 wurde Düwel mit dem Bundesverdienstkreuz am Bande ausgezeichnet.

## Veröffentlichungen (Auswahl)
- Werkbezeichnungen der mittelhochdeutschen Erzählliteratur (1050-1250) (= Palaestra, Bd. 277). Vandenhoeck & Ruprecht, Göttingen 1983, ISBN 3-525-20548-1 (= Dissertation Universität Göttingen).
- Das Opferfest von Lade. Quellenkritische Untersuchungen zur germanischen Religionsgeschichte (= Wiener Arbeiten zur germanischen Altertumskunde und Philologie, Bd. 27). Halosar, Wien 1985, ISBN 3-900269-27-0 (= Habilitationsschrift Universität Göttingen).
- Runenkunde. 4. Aufl. (= Sammlung Metzler, Bd. 72). Metzler, Stuttgart 2008, ISBN 3-476-14072-5 (die 5. aktualisiert u. erweiterte Aufl. erschien 2023, bearb. von Robert Nedoma)
- Runica minora. Ausgewählte kleine Schriften zur Runenkunde. Hrsg. von Rudolf Simek (= Studia medievalia septentrionalia, Bd. 25). Fassbaender Verlag, Wien 2015, ISBN 978-3-902575-70-8.
- Von Göttern, Helden und Gelehrten. Ausgewählte Scandinavica minora. Hrsg. von Robert Nedoma (= Wiener Studien zur Skandinavistik, Bd. 28). Praesens Verlag, Wien 2020, ISBN 978-3-7069-1032-3.
- Streifzüge durch die deutsche Literatur von den Anfängen bis zur Gegenwart. Kleine Schriften zur Germanistik. Hrsg. von Heike Sahm. Universitätsverlag Göttingen, Göttingen 2021, ISBN 978-3-86395-497-0.